# Крус, Хоан
Хоа́н Мануэ́ль Крус Ка́стро (исп. Joan Manuel Cruz Castro; 4 апреля 2003, Сантьяго, Чили) — чилийский футболист, полузащитник испанского клуба «Реал Овьедо Ветуста». Выступает за чилийский «Эвертон» на правах аренды.

## Клубная карьера
Крус — воспитанник клуба «Коло-Коло». 3 октября 2020 года в матче против «Уачипато» он дебютировал в чилийской Примере.

## Международная карьера
В 2019 году в составе юношеской сборной Чили Крус принял участие в юношеском чемпионате мира в Бразилии. На турнире он сыграл в матчах против команд Франции, Гаити, Южной Кореи и Бразилии. В поединке против бразильцев Хоан сделал «дубль».
В 2023 году в составе молодёжной сборной Чили Крус принял участие в молодёжном чемпионате Южной Америки в Колумбии. На турнире он сыграл в матчах против сборных Эквадора, Боливии и Уругвая.